# Аминтор
Вижте пояснителната страница за други значения на Аминтор.
Аминтор (на старогръцки: Ἀμύντωρ, Amyntor) в гръцката митология е син на цар Ормен и владетел в Долопия в Тесалия и цар на Орменио (Черномен).
Той е женен за Клеобула и има два сина, Феникс и Крантор и дъщеря Астидамея, любима на Херакъл, с когото има син.
Заради майка си Феникс спи с Фтия или Клития, любимата на Аминтор, за да я откаже от него. Излъганият му баща извиква на помощ Ериниите, за да не може син му да създава наследници. Зевс и Персефона изпълняват клетвата. По друга версия Аминтор ослепил сина си, който по-късно е излекуван от Хирон. Фойникс планува след това да убие баща си, но се отказва и избягва. Аминтор дава син си Крантор на Пелей, който го бил победил във война, като залог за мира.
Аминтор има хелм от кожа със зъби от глиган, но той е откраднат от Автолик и преиминава в собственост на Амфидам, Мел и Мерион и на Одисей.